# 子爵

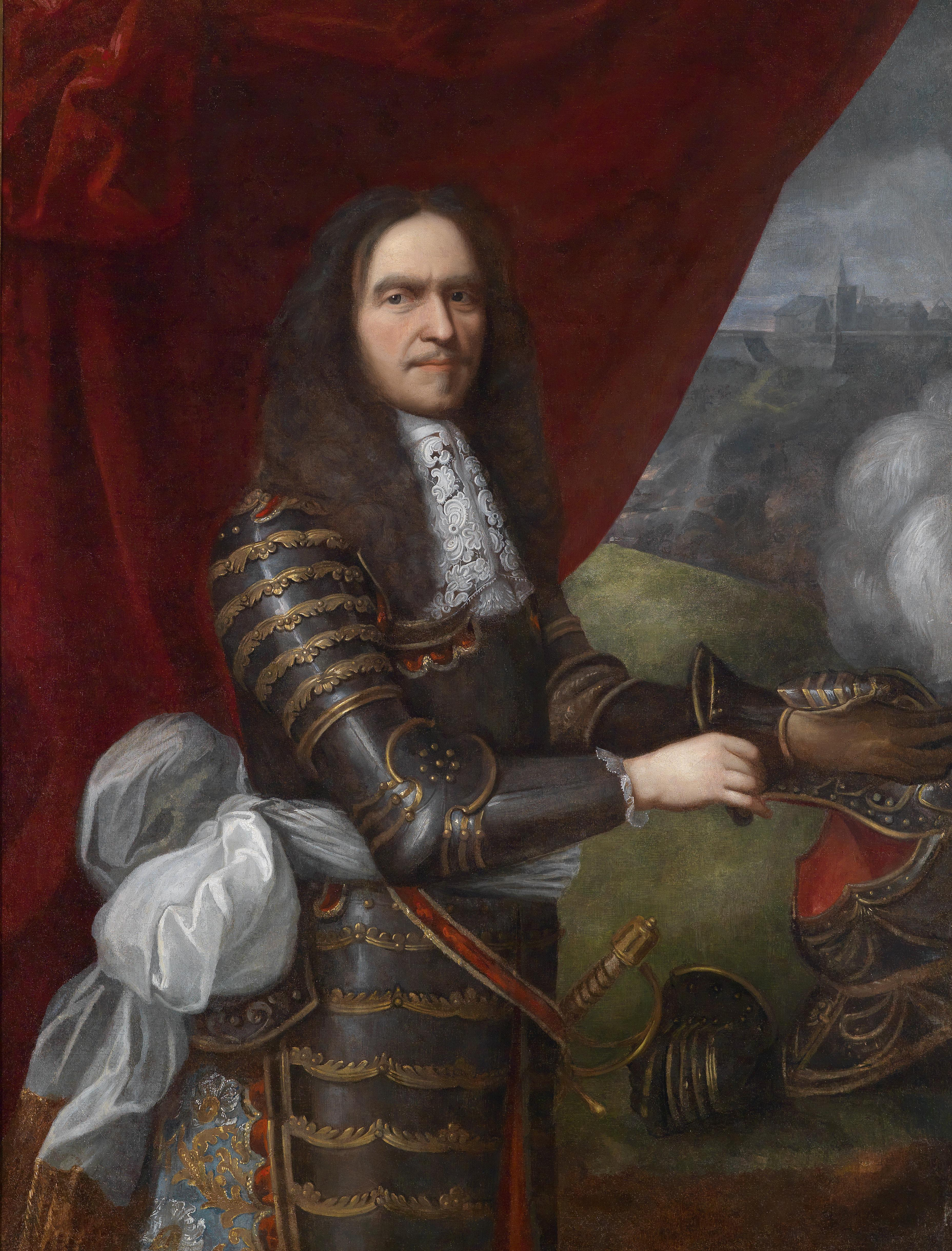
法國貴族蒂雷納子爵

子爵是中國古代爵位名，一些鄰近國家受中國影響也以此為爵位名。歐洲中世紀以後，在中文裡也用“子爵”來翻譯歐洲貴族爵位中相應等級的稱號（例如英語Viscount、法語Vicomte等，和相似的德語Burggraf、荷蘭語Burggraaf等）。

## 東亞

### 中國

#### 先秦
自中國先秦時代開始，已有君主賜封子爵，是中國古代封建制度五等爵的第四等。《禮記·王制》：「王者之制祿爵，公、侯、伯、子、男，凡五等」。周朝的子爵国有楚国、巴国、吳国、越国等，都是邊陲之地。

#### 秦漢
秦、漢朝使用的二十等爵制度内没有子爵。

#### 魏晉（220年－420年）
魏元帝咸熙元年（264年），開建五等，子爵為第四等，官品第一，分大國子（地方五十里，食邑800戶）、次國子（地方四十五里，食邑600戶）兩級，封國的名稱並不一定採用縣名，封國也並未納入到郡縣行政體系中。子國置相、典祠令、典书丞、典卫丞等官，车前司马（4人）、旅贲（20人）等吏，國主置妾3人。
後來，子爵分為開國縣子、五等縣子二等。開國縣子為第二品爵，以縣為國，改稱縣令長為“子相”，封國納入到了郡縣行政體系中。子國置典書令、典祠令、典衛令、治書、世子庶子、陵長、廟長、牧長、謁者、中大夫、舍人、典醫丞、典府丞等官。五等縣子為虛封爵，不開國，無食邑。
如即丘開國子爵王覽、南昌縣五等子爵袁豹等。

#### 南北朝（420年－589年；386年－581年）
- 南朝（420年－589年，南朝宋、南朝齊、南朝梁、南朝陳）

南朝宋的封爵制度承襲晉制，開國縣子為第二品爵。縣為子國者，改稱縣令長為相，相最初向國主稱臣，宋孝武帝時革除稱臣之制。子國置典書令、典祠令、典衛令、治書、世子庶子、陵長、廟長、牧長、謁者、中大夫、舍人、典醫丞、典府丞等官。除開國縣子之外，又有五等縣子，為虛封爵，不開國，無食邑。
南朝梁時，開國縣子位視二千石，班次之。子國置相、典祠令、典書長、典衛丞等官，國官皆向國主稱臣。
南朝陳時，開國縣子為第五品爵，秩視二千石。
如劉宋的石陽縣開國子爵王謙之、建陵縣五等子爵王穆、南梁的祁陽縣開國子爵蕭子範等。
- 北朝（386年－581年，北魏、東魏、西魏、北齊、北周）

北魏前期的爵位均為虛爵，分為正爵、假爵兩類，正爵可世襲，假爵不可世襲，追贈的爵位一般也不可世襲。道武帝登国元年（386年）始賜五等爵，天赐元年（404年）規定子為第四品。
孝文帝太和十六年（492年），仿效南朝推行爵制改革，廢除假爵，改置開國爵（五等封爵）和散爵（五等爵），均可世襲。開國縣子為實封，享有食邑，子國置三卿（郎中令、大農、中尉）等官，封地改縣令為相。散子為虛爵，無封國、食邑和官屬。太和十八年（494年），制定租税分食制，開國縣子五分食一。太和二十三年（499年）制定的《後職員令》規定開國縣子為第四品，散子為從第四品。自孝明帝、孝莊帝以來，出現了一地累封的現象，內史、相制度漸廢。
北齊爵制基本沿襲北魏、東魏之制。開國縣子為實封，第四品，子國置三卿（郎中令、大農、中尉）、四令（典書、典祠、學官、典衛令）、四長（陵、廟、食官、廄牧長）、典府丞、執書、謁者、舍人等官。散縣子為虛爵，從第四品。
西魏、北周對爵制進行了大幅改革，廢除了散爵，但開國爵卻走向虛散化，國官大量減省，食邑虛指，只有寄食別地者才享有實封收入。

#### 隋朝（581年－619年）
隋朝前期的爵制基本沿襲北周，分王、郡王、國公、開國郡公、開國縣公、開國縣侯、開國縣伯、開國縣子、開國縣男九等。開國縣子為正四品，開國置國官，所置國官及其數量因所加散實官不同而不同：
- 加上柱國或柱國者，置令、大農、尉、典衛（3人）、常侍、侍郎（2人）、廟長、學官長、食官長、食官丞（2人）、廄牧長、廄牧丞（2人）、典府長、典府丞、舍人（3人）等國官。
- 加上大將軍或大將軍者，置大農、尉、常侍、侍郎、廟長、學官長、食官長、食官丞（2人）、廄牧長、廄牧丞、典府長、典府丞、舍人（2人）等國官。
- 加上開府儀同三司或開府儀同三司者，置大農、尉、廟長、學官長、食官長、廄牧長、典府長、典府丞、舍人（2人）等國官。
- 加上儀同三司或儀同三司者，置大農、廟長、典府長、典府丞、舍人（2人）等國官。

隋煬帝大業三年（607年）推行《大業令》，舊有五等封爵全部削除。
如遂寧縣開國子爵楊達、饒良縣開國子爵長孫熾等

#### 唐朝（618年－907年）
唐初，廢除了隋煬帝時的爵制，恢復了隋文帝時的九等爵制。
唐朝设县子爵。

#### 宋朝以后
宋朝有子爵。明朝不设子爵。清兵入關後，時以滿語稱精奇尼哈番（转写：jingkini hafan），意思是「正官」。此后清朝设子爵，分为三等。
子爵之下，又有阿思哈尼哈番（转写：ashan-i hafan），意思是「副官」。

### 日本
中國的爵位名稱也傳到日本。日本在明治維新以後改革爵位制度時仿效英國爵位制度，但名稱上則根據中國周禮制訂爵位名。相應的爵位是子爵(ししゃく)，簡稱子。

### 朝鮮
朝鮮古代的爵位直接沿襲了中國的制度，也有子爵，古代亦稱班首(판서)。1896年以後，受日本影響，朝鮮也設立了五級爵位制度，其中相應級別稱爲子爵。

### 越南
越南古代的爵位也沿襲了中國的制度，稱為子(Tử)。

## 歐洲貴族

英國子爵小冠冕式樣

子爵是歐洲貴族爵位之一，一般高於男爵，低於伯爵。這一爵位在英國出現于1387年。
英文的viscount來自古法文的visconte(現代法文為vicomte)。而這一詞來自中世紀拉丁文vicecomitem，即vicecomes的宾格，vicecomes本意為“副(vice)侍從(comes)”，而“侍從”(comes)則在中世紀也發展成爵位(一般譯作伯爵)。同源的爵位稱號還有法文vicomte和意大利文visconte等。
另外一組也稱作“子爵”的歐洲爵位稱號是德語的burggraf，以及同源的荷蘭語Burggraaf，英語burgrave等。
需要注意的是，在一些歐洲國家歷史上可能既有和第一組同源的爵位稱號(例如意大利的visconte)也有和第二組同源的爵位稱號(同為意大利爵位的burgravio)，中文翻譯則視當地爵位系統和習慣翻譯而定。

## 脚注
1. ↑  《通典 卷三十六 职官十八》：“第一品：黄钺大将军、三公、诸国王公侯伯子男(爵)、大丞相。”
2. ↑  《晉書 卷十四 志第四 地理上》：“大國子邑八百戶，地方五十里；次國子邑六百戶，地方四十五里。”
3. 1 2  姚乐：《<晋书·地理志>县级封国考论》，《中国历史地理论丛》2012年第02期
4. ↑  《太平御览 卷一百九十九 封建部二》：“咸熙元年，相国晋王奏建五等，诸子地方五十里，邑八百户，相一人，典祠令、典书丞、典卫丞各一人，妾三人，车前司马四人，旅贲二十人。”
5. 1 2  《通典 卷三十七 职官十九》：“第二品：特进、骠骑、车骑、卫将军、诸大将军、诸持节都督、开国县侯伯子男(爵)。”
6. 1 2  《宋書 卷四十 志第三十》：“有郎中令、中尉、大農為三卿。大國置左右常侍各三人，省郎中，置侍郎二人……典書、典祠、典衛、學官令、典書令丞各一人，治書四人，中尉司馬、世子庶子、陵廟牧長各一人，謁者四人，中大夫六人，舍人十人，典醫丞、典府丞各一人。宋氏以來，一用晉制，雖大小國，皆有三軍。晉制，典書令在常侍下，侍郎上；江左則侍郎次常侍，而典書令居三軍下矣。江左以來，公國則無中尉、常侍、三軍，侯國又無大農、侍郎，伯子男唯典書以下，又無學官令矣。”
7. ↑  《宋書 卷四十二 列傳第二》：“先是郡縣為封國者，內史、相並於國主稱臣，去任便止。至世祖孝建中，始革此制，為下官致敬。”
8. ↑  《隋書 卷二十六　志第二十一》：“諸王公侯國官，皆稱臣。上於天朝，皆稱陪臣。有所陳，皆曰上疏。其公文曰言事……開國諸子，位視二千石，班次之……公已下，各置相、典祠、典書令、典衛長一人……公已下，各置相、典祠、典書令、典衛長一人。而伯子典書謂之長，典衛謂之丞。”
9. ↑  《隋書 卷二十六　志第二十一》：“開國子，第五品。開國男，第六品。並視二千石。”
10. 1 2  《魏書 卷一百一十三 官氏志九第十九》
11. ↑  张鹤泉. 北魏前期虚封爵的等级问题[J]. 社会科学战线, 2014(1).
12. ↑  张鹤泉. 北魏假爵制度考[J]. 吉林大学社会科学学报, 2009(5):52-59.
13. ↑  张鹤泉. 论北魏实封爵的实行及其爵位等级的确立[J]. 河北学刊, 2013, 33(6):62-68.
14. ↑  《魏書 卷一百六上 地形志二上第五》：“內史及相仍代相沿。魏自明、莊，寇難紛糾，攻伐既廣，啟土逾眾，王公錫社，一地累封，不可備舉，故總以為郡。”
15. ↑  《隋書 卷二十七 志第二十二 百官中》
16. ↑  王安泰：《再造封建——魏晉南北朝的爵制與政治秩序》
17. ↑  《隋書 卷二十八 志第二十三》
18. ↑  《清史满语词典》，上海古籍出版社1990年出版，130页。
19. ↑  《清史满语词典》，上海古籍出版社1990年出版，17页